# Stretta
Stretta – określenie zabiegu muzycznego polegającego na przyspieszeniu ruchu pod koniec danego utworu. Strettę można spotkać w zakończeniach oper lub ich części. Stretta (lub stretto) to rodzaj cody o charakterze przyspieszającym, zwłaszcza w większych formach muzycznych, jak symfonia czy opera. 
Przykładem może być tutaj stretta Di quella pira z opery Trubadur (Il Trovatore) G. Verdiego.